# Hora punta 3
Hora punta 3 (títol original en anglès: Rush Hour 3) és una pel·lícula estatunidenca-francesa de Brett Ratner, estrenada el 2007 i doblada al català. És la tercera part de la saga Rush Hour.

## Argument
Tres anys després del final de Rush Hour 2, Carter ja no és detectiu sinó agent de trànsit als carrers de Los Angeles. Lee és ara el guardaespatlles del seu amic l'ambaixador Han, present a la primera pel·lícula. Tanmateix, al cor de París hi ha un secret mortal. A l'altre costat del món, a Los Angeles, l'ambaixador Han està a punt de divulgar aquest secret. Té en el seu poder nova evidència explosiva sobre els mecanismes interns de les Tríades, el sindicat del crim més poderós i més conegut del món.
L'ambaixador ha descobert la identitat de Shy Shen, element clau del vast imperi del crim, i està a punt de revelar-ho al Tribunal Penal Mundial, fins que la bala d'un assassí el silencia per sempre. Les Tríades faran qualsevol cosa per assegurar-se que els seus secrets romanguin enterrats i només existeix una esperança per poder detenir-los... El detectiu Carter (Chris Tucker), del departament de policia de Los Angeles, i l'inspector xinès Lee (Jackie Chan) viatgen a París per detenir una conspiració criminal a nivell global i per salvar la vida d'un vell amic: la filla de l'ambaixador Han: Soo Yung.
Una vegada sobre el terreny la policia els deté a l'Aeroport de París - Charles de Gaulle, fent-los comprendre que no són els benvinguts.
Després de moltes baralles, els dos amics troben finalment el seu «blanc», Geneviève, que té el nom dels caps de les Tríades xineses, que, mentrestant, han aprofitat per agafar la filla de l'ambaixador antigament protegida per Lee. La cita és al restaurant de la Torre Eiffel, el Jules Verne, per a un últim combat entre Lee, el seu «germà d'adopció», Carter i altres membres de la Tríada, acabant-se per un final en «paracaigudes» -gràcies a una bandera francesa- al final de la qual Carter i Lee acaben en una de les fonts dels jardins del Trocadéro.

## Repartiment
- Jackie Chan: Inspector en cap Lee
- Chris Tucker: Detectiu James Carter
- Noémie Lenoir: Genevieve
- Hiroyuki Sanada: Kenji
- Max von Sydow: Reynard
- Roman Polanski: Detectiu Revi
- Yvan Attal: George
- Tzi Ma: Ambaixador Han
- Youki Kudoh: Jasmine
- Zhang Jingchu: Soo Yung

## Llocs de rodatge
A París es rodaren escenes de la pel·lícula al Palau de Chaillot, a la Plaça del Trocadéro, al Ministeri d'Afers Exteriors del Quai d'Orsay, a la vora del Sena, en particular sota el pont du Carrousel, a l'Hotel Plaza Athénée, al Cafè de la Paix, Avinguda Montaigne...